# SN 2011io
SN 2011io – supernowa typu Ia odkryta 27 listopada 2011 roku w galaktyce A230247+0848. W momencie odkrycia miała maksymalną jasność 16,20m.